# 堀内泰夫
堀内 泰夫（ほりうち やすお、1945年3月16日 - 2022年2月6日）は、山梨県出身の競馬評論家。

## 来歴
日本大学芸術学部文芸科卒業後の1968年に日刊スポーツへ入社し、レース部で中央競馬担当一筋に活躍 。3代目の東京本紙予想を20年以上務め、枠連の時代に紙面で長らく1点予想を展開。綿密な取材に基づいた本命サイドの予想は高い的中率を誇り、1989年の東京優駿を◎ウィナーズサークル、○リアルバースデーの1点予想で的中させた。最初は24頭立ての混戦レースで本命選びに迷っていたが「ダービーを勝つためにいろいろ教えてきた。もちろん期待しているよ」との郷原洋行のひと言が決め手になり、50年を超えるキャリアの中でも会心の予想となったが、同時に「これも郷原さんのおかげ」と感謝した。堀内は新人記者時代、郷原に不躾に勉強不足の質問をして「講釈を垂れに来たのなら帰れ」と一喝されたことがあったが、郷原は翌日会った時には何事もなかったかのように笑顔で接してくれた。25年ぶりに1点予想に挑んだ2014年の東京優駿も◎ワンアンドオンリー、○イスラボニータを的中させた。1988年の天皇賞（秋）では金曜日の段階でオグリキャップを本命にしていたが、土曜日には若手記者の報告を入れて、タマモクロスに打ち替えた。本紙予想が前日で変更というのもあまり例がなかったが、芦毛対決に沸いた本番の結果はタマモクロスが予想外の2番手に付けてそのまま抜け出し、2着オグリキャップに1馬身1/4差を付ける完勝であった。2000年5月7日の東京では馬連準パーフェクトを達成し、1～11Rまで的中させ、最終レースでパーフェクトを逃した。70歳を超えても美浦で取材を続け、2020年7月の福島開催を最後に勇退 。
勇退後は癌の治療に専念していたが、2022年2月6日午前9時、肺癌のため千葉県内の病院で死去。76歳没 。